# Bugiardo e incosciente/Una mezza dozzina di rose
Bugiardo e incosciente/Una mezza dozzina di rose è il centounesimo singolo di Mina, pubblicato a febbraio del 1970 su vinile a 45 giri dall'etichetta privata dell'artista PDU e distribuito dalla EMI Italiana.

## Il disco
È uno dei singoli estratto dall'album del 1969 ...bugiardo più che mai... più incosciente che mai... (PDU – Pld.A. 5009), ottiene un discreto successo, arrivando fino al 9º posto nella classifica settimanale durante il primo semestre del 1970. A fine anno sarà il 49° singolo più venduto.
Il singolo precedente Un'ombra/I problemi del cuore, che anticipava lo stesso album, aveva fatto poco meglio, raggiungendo in quel periodo la medesima posizione massima settimanale, ma risultando al 42º posto annuale.
Arrangiamenti, orchestra e direzione orchestrale dei brani sono di Augusto Martelli
Tecnico del suono: Nuccio Rinaldis.

## Bugiardo e incosciente
Cover del brano La tieta (La zietta) incisa nel 1967 dal cantautore spagnolo Joan Manuel Serrat. Anche se il testo di Paolo Limiti non ha alcuna attinenza con l'originale, il pezzo diventa un classico e sarà interpretato anche da Ornella Vanoni, Rita Pavone, Jula de Palma e Carmelo Pagano.
In seguito, dello stesso autore e sempre con il testo di Limiti, la cantante proporrà Ballata d'autunno (Balada de otoño) nell'album Altro (1972) e Ahi mi amor (Romance de Curro "El Palmo") in Mina 25 (1983).

## Una mezza dozzina di rose
Una delle rare canzoni in cui Mina è anche autrice; collaborando al testo con Paolo Limiti. Era già accaduto solo in due occasioni, nel 1967 per I discorsi e nel 1968 per Nel fondo del mio cuore.

## Tracce
Lato A
1. Bugiardo e incosciente (La tieta) – 6:16 (testo: Paolo Limiti – musica: Joan Manuel Serrat; edizioni musicali Southern / PDU Italiana)

Lato B
1. Una mezza dozzina di rose – 3:57 (testo: Mina, Paolo Limiti – musica: Augusto Martelli; edizioni musicali Peer / PDU)